# Plutodiplosis heterofila
Plutodiplosis heterofila är en tvåvingeart som beskrevs av Grover och Madhu Bakhshi 1978. Plutodiplosis heterofila ingår i släktet Plutodiplosis och familjen gallmyggor. Inga underarter finns listade i Catalogue of Life.